# Willbriggie
Willbriggie är en ort i Australien. Den ligger i regionen Griffith och delstaten New South Wales, i den sydöstra delen av landet, omkring 480 kilometer väster om delstatshuvudstaden Sydney. Willbriggie ligger 123 meter över havet och antalet invånare är 376.
Runt Willbriggie är det glesbefolkat, med 12 invånare per kvadratkilometer.. Närmaste större samhälle är Darlington Point, omkring 12 kilometer söder om Willbriggie. 
Omgivningarna runt Willbriggie är i huvudsak ett öppet busklandskap. Genomsnittlig årsnederbörd är 531 millimeter. Den regnigaste månaden är februari, med i genomsnitt 77 mm nederbörd, och den torraste är oktober, med 20 mm nederbörd.